# Síndrome de Larsen
El síndrome de Larsen es una enfermedad congénita que provoca luxación de las grandes articulaciones y anormalidades faciales incluida la fisura palatina. Los pacientes con síndrome de Larsen normalmente presentan una multitud de síntomas y signos diferentes, entre los que se incluyen luxación anterior de las rodillas, luxación de caderas y codos, depresión del puente nasal, frente prominente y nariz chata. También pueden presentarse diversas anomalías cardiovasculares y ortopédicas. Esta rara enfermedad es causada por un defecto genético en el gen que codifica la filamina B, una proteína citoplasmática importante en la regulación de la estructura y actividad del citoesqueleto. El gen causante de la enfermedad se encuentra en la región 3p21.1-14.1, región en la que también se encuentra el gen que codifica el colágeno humano tipo VII.
El síndrome de Larsen es una enfermedad mesenquimal que afecta al tejido conectivo del individuo. Se han descrito formas autosómicas dominantes y recesivas, aunque la mayor parte de los casos son autosómicas dominantes. En sociedades occidenteales, el síndrome de Larsen puede encontrarse en 1 de cada 100.000 nacidos, aunque puede ser una infraestimación, ya que frecuentemente se puede confundir con otras enfermedades o no ser diagnosticado.forma parte de los Trastornos de FLNB.
| Trastornos de FLNB - Atelosteogénesis tipo I (AOI) (incluye displasia Boomerang) - Atelosteogénesis tipo III (AOIII) - Síndrome de Larsen - Osteocondrodisplasia de Piepkorn - Síndrome de sinostosis espondilocarpotarsal (SCT) |

## Sintomatología
Los signos clínicos habituales son la frente prominente y el puente nasal hundido. Además, se suelen asociar varios de los siguientes signos:

### Ortopédicos
- Luxación congénita anterior de rodillas.
- Luxación de codos y caderas.
- Pie zambo.
- Cifosis cervical.[4]

### Cardiacos
Los defectos cardíacos asociados al síndrome de Larsen son similares a los propios del síndrome de Marfan, otra enfermedad del tejido conectivo.
- Elongación de la aorta.
- Válvula aórtica bicúspide
- Estenosis subaórtica.
- Prolapso mitral con regurgitación.
- Defectos del septo atrial.
- Ductus arterioso persistente.[2]
- Prolapso de válvula tricúspide.
- Disección aórtica y aneurismas.
- Aneurisma del ductus arterioso.[3]

### Otros síntomas
Estos síntomas se encuentran en raras ocasiones.
- Cataratas.
- Labio leporino.
- Huesos del carpo supernumerarios.
- Maloclusión.
- Microdontia e hipodontia.
- Agenesia completa de ano.
- Útero bicorne.
- Lengua bífida.[1]

## Diagnóstico
El diagnóstico por ultrasonidos es el único método prenatal efectivo para diagnosticar el síndrome de Larsen. Por ultrasonografía se pueden observar las múltiples luxaciones, posición anormal de brazos y piernas, puente nasal hundido, frente prominente y pie zambo.

## Pronóstico
Aunque, no tratado, el síndrome de Larsen puede resultar mortal, el pronóstico es relativamente bueno en individuos tratados con cirugía ortopédica, rehabilitación y otros procedimientos utilizados para tratar la gran cantidad de síntomas asociados.

## Tratamiento
El tratamiento varía según los síntomas que presente cada caso. Se pueden llevar a cabo diversas intervenciones de cirugía ortopédica para corregir los defectos articulares asociados al síndrome. La cirugía reconstructora puede usarse para las anormalidades faciales. La cifosis cervical puede ser muy peligrosa ya que puede derivar en daño medular; una artrocesis cervical posterior puede ser beneficiosa en estos paciente, con buenos resultados. El propanolol se ha utilizado para tratar alguno de los defectos cardíacos asociados al síndrome de Marfan, por lo que se ha sugerido que también podría ser útil en el síndrome de Larsen.